# Phare d'Ursholmen
Le phare d'Ursholmen (en suédois : Ursholmen fyr) est un  phare situé sur l'île d'Ursholmen, l'une des îles Koster dans le Skagerrak appartenant à la commune de Strömstad, dans le Comté de Västra Götaland (Suède).

## Histoire
En 1891, deux phares identiques ont été construits sur l'île pour remplacer deux phares des îles Koster. C'était la première fois en Suède que des phares étaient construits en béton. En 1931, la tour nord fut désactivée et sa lanterne enlevée, mais la tour reste. En 1965, la tour sud a été électrifiée et automatisée. En 2000, des cellules solaires ont été installées et le câble électrique a été retiré. En 2008, l'administration maritime suédoise a cédé la propriété des tours au Naturvårdsverket qui possédait déjà tous les autres bâtiments de l'île.
Il y a un très petit musée du phare dans une cabane sur l'île. L'île entière est une réserve naturelle , une partie du Parc national de Kosterhavet.

## Description
Le phare  est une tour cylindrique en béton à de 19 mètres de haut, avec une galerie et une lanterne. Le phare est peint en blanc et la galerie et lanterne sont noires. Il émet, à une hauteur focale de 32 mètres, deux longs éclats (blanc, rouge et vert) selon différents secteurs toutes les 15 secondes. Sa portée nominale est de 10 milles nautiques (environ 19 km) pour le feu blanc.
Identifiant : ARLHS : SWE-404 ; SV-8608 - Amirauté : C0304 - NGA : 0096 .
|           |
| Ursholmen |

|  |
|  |

### Lien connexe
- Liste des phares de Suède